# بوئینگ نکست
بوئینگ نکست (انگلیسی: Boeing NeXt) شرکت هوانوردی آمریکایی است، که در سال ۲۰۰۸ توسط شرکت بوئینگ تأسیس شد.